# Coburger Intrige
Als  Coburger Intrige bezeichnet man den Versuch einiger Personen im Umfeld des preußischen Königshofes, Wilhelm I. 1866 von einem Krieg gegen Österreich abzubringen. Dies gelang allerdings nicht: Der Deutsche Krieg war der zweite Krieg der sogenannten deutschen Einigungskriege; Preußen siegte über Österreich, was erheblich zur politischen Stabilisierung der konservativen Regierung unter Otto von Bismarck beitrug und mittelfristig zur Gründung des Deutschen Kaiserreichs führte.

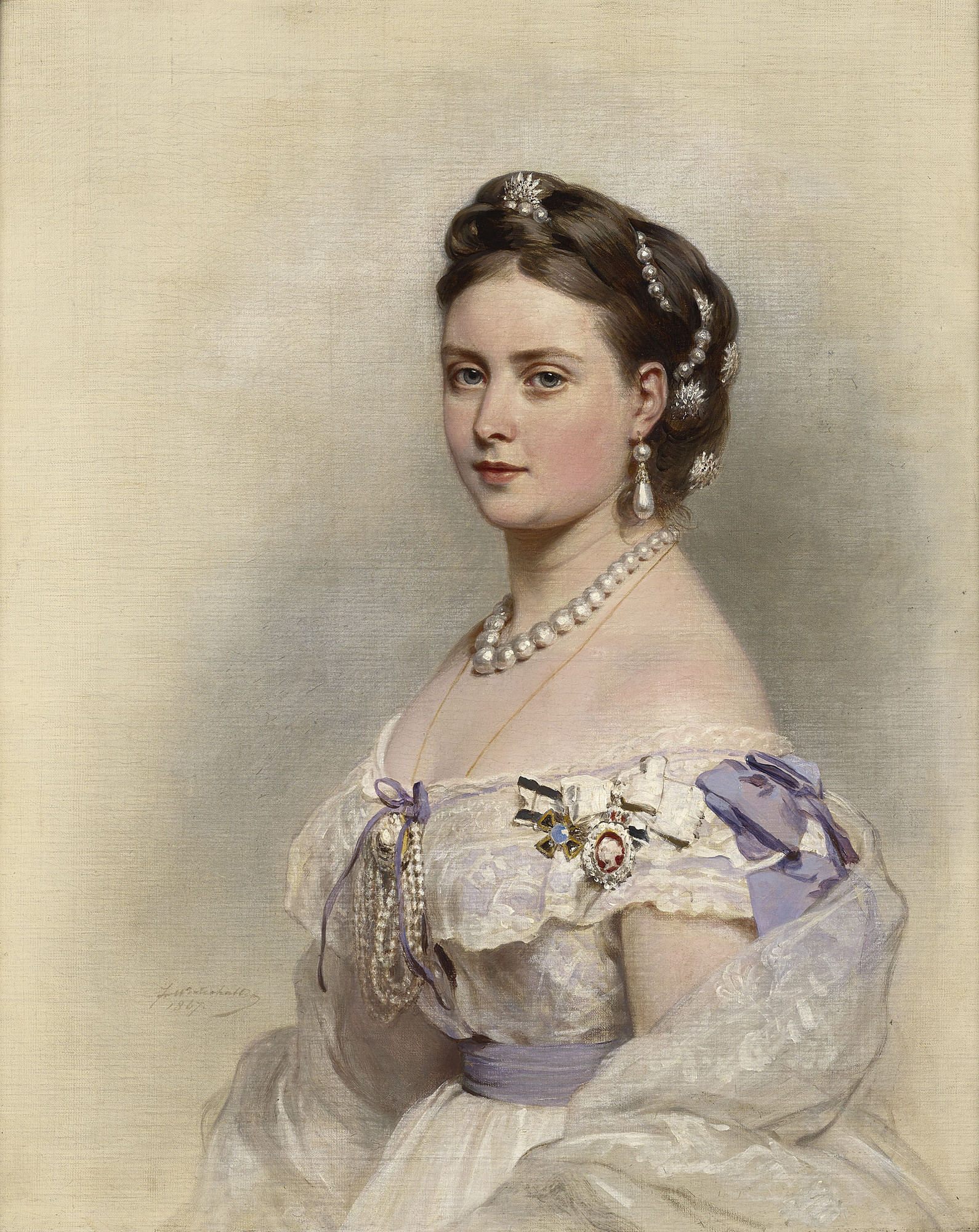
Kronprinzessin Victoria, eine der Gegnerinnen des Deutschen Kriegs

## Mitwirkende
Zu dem Personenkreis, der auf verschiedenen Wegen den Krieg gegen Österreich verhindern wollte, zählten das preußische Kronprinzenpaar Prinz Friedrich Wilhelm und seine Frau Victoria von Großbritannien und Irland, deren Mutter, die britische Königin Victoria, die preußische Königin Auguste, die Grafen Goltz und von Bernstorff sowie Herzog Ernst von Sachsen-Coburg und Gotha. Alle Personen zeichneten sich durch eine politische liberale Haltung aus und zählten entweder zu dem Kreis der Unterstützer des Coburger Plans oder waren wie das Kronprinzenpaar von dem Vorhaben überzeugt.

## Verlauf
Der Coburger Plan sah eine freiwillige Einigung der zahlreichen deutschen Kleinstaaten durch ein liberales Preußen mit einer starken Verfassung und einer konstitutionellen Monarchie vor. Die Einigung sollte nicht unter Zwang, sondern freiwillig erfolgen. Der Sieg Preußens über Österreich im Deutschen Krieg, den die Vertreter der „Coburger Intrige“ nicht verhindern konnten, machte den Coburger Plan zunichte. Nachdem Preußen am 9. Juni 1866 in das von Österreich verwaltete Holstein einmarschierte, beantragte Österreich in Frankfurt die Mobilisierung des nichtpreußischen Bundesheeres, dem am 14. Juni stattgegeben wurde. Preußen reagierte darauf mit dem Einmarsch in Sachsen, Hannover und Kurhessen. Zur entscheidenden Schlacht kam es bei Königgrätz, die Österreich letztlich zur Kapitulation zwang und in der dem Kronprinz eine schlachtentscheidende Rolle zufiel. Im Friedensschluss vom 23. August in Prag schied Österreich aus dem Deutschen Bund aus. Schleswig-Holstein, Hannover, Kurhessen, Nassau und Frankfurt wurden von Preußen annektiert. 
Die zwei großen militärischen Erfolge, die Preußen mit dem Sieg im Deutsch-Dänischen und nun im Deutschen Krieg in den vier Jahren seit Otto von Bismarcks Amtsantritt errungen hatte, festigte seine Position als Ministerpräsident. Die Indemnitätsvorlage, die er kurz nach dem Sieg von Königgrätz dem Abgeordnetenhaus vorlegte und mit dem die Regierung um nachträgliche Zustimmung zu den während der verfassungslosen Zeit gemachten Ausgaben ersuchte, spaltete die Liberalen, die in Opposition zu Bismarck gestanden hatten.